# Élection présidentielle colombienne de 1880
L'élection présidentielle de Colombie de 1880, à l'issue de laquelle Rafael Núñez entame son premier mandat en tant que président, constitue le premier pas vers la fin du radicalisme libéral dans la gouvernance du pays par la mise en pratique de la Regeneración.

## Système électoral
Selon la constitution de 1863, le président des États-Unis de Colombie est élu pour un mandat de deux ans par les représentants des 9 États. Le candidat qui obtient le plus d'États est déclaré élu.

## Candidats
Les élections de 1880 voient s'opposer 2 candidats :

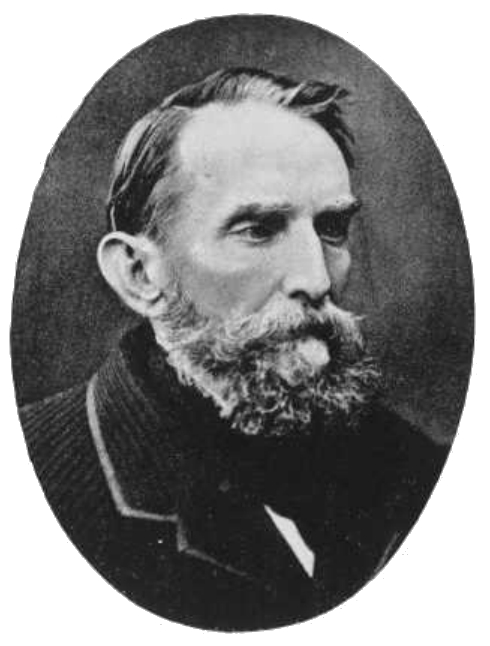
Rafael Núñez
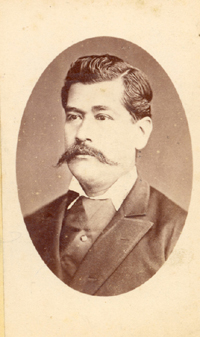
Tomás Rengifo

- Rafael Núñez
- Tomás Rengifo

## Votants
9 États votent pour ces élections :
- Antioquia
- Bolívar
- Boyacá
- Cauca
- Cundinamarca
- Magdalena
- Panama
- Santander
- Tolima

## Résultats
| Candidats à la présidence | Voix |
| ------------------------- | ---- |
| Rafael Núñez              | 7    |
| Tomás Rengifo             | 2    |